# Francisco de Paula Andrade Troconis
Francisco de Paula Andrade Troconis (Mérida, Venezuela, 24 de noviembre de 1840–10 de marzo de 1915) fue un ingeniero venezolano encargado del trazado de las calles de Cúcuta, cuando fue reconstruida después del terremoto de 1875. Es el bisabuelo del legendario Alfonso Lizarazo, el Cucuteño.
Fue uno de esos ciudadanos que intervinieron con fervoroso civismo cuando Cúcuta tenía necesidad de la colaboración individual y colectiva.

## Biografía
Nacido en Venezuela en 1840, realizó estudios en el Seminario Santo Tomás de Aquino, de Pamplona, y posteriormente los universitarios en Mérida, Venezuela, hasta obtener el título de Ingeniero Civil. Andrade Troconis murió el 10 de marzo de 1915.
Andrade era hermano del ilustre hombre público General Ignacio Andrade Troconis quien fue presidente de Venezuela. 
Era el padre de la poetisa Josefa Andrade Berti, fallecida en Panamá, el 6 de noviembre de 1942. Fue el marido de Mercedes Berti Aranda.

## Planos de la nueva Cúcuta
Tras de la tragedia del terremoto de 1875, el Concejo de Cúcuta le encomendó la elaboración de los planes de la Nueva Cúcuta, habiendo emprendido su labor, y concluyendo el trabajo para hacer entrega al Concejo en la sesión del 9 de enero de 1876.
Luís Febres Cordero no quiso sacrificar una sola línea del plano elaborado por el ingeniero Andrade Troconis, para conservar así la exigente calidad y estética que el ingeniero quiso darle. Su obra como ingeniero, está diciendo presente, y dirá para las generaciones futuras el bello trazado como a cordel de las calles de Cúcuta, y el centro de la ciudad es un ejemplo claro de ello.

## Después de la catástrofe
Posteriormente a la catástrofe de 1875, fundó el Colegio Zea. Igualmente que ingeniero, educador, periodista y como tal fundó el diario “El Comercio” que circuló entre el 18 de enero y 8 de mayo de 1871, cuyas labores de prensa hubo de suspenderlas con el número 84, por las “causas de no haber conseguido los medios de sostenerlo”, como lo explicaba Andrade en la última entrega del “Diario del Comercio”. Este diario como el semanario político “La Empresa”, que dirigía en esta ciudad la pluma de consagración nacional de Adriano Páez, y de cuya redacción hacia parte Andrade, eran editados en la “Imprenta Cúcuta” de propiedad de Andrade. Bien podría llamarse, a Francisco de Paula Andrade Troconis, padre del diarismo cucuteño.
En compañía de Jaime Fossi y Andrés Berti, constituyó una sociedad para reconstruir el Puente sobre el río Pamplonita denominado “Puente Cúcuta” que en parte había sido demolido por la creciente del río, se hizo cargo de la reconstrucción en 1871. Este puente había sido construido en 1861 por los ingenieros italianos Cherubini y Martelli, al igual que el puente en la Don Juana. Puente “Cúcuta” ha tenido los nombres siguientes: Puente “San Rafael”, y hoy día se le llama Puente “Benito Hernández Bustos” como homenaje al ilustre hombre público.
La reconstrucción del puente fue contratada por Vicente Fronlero, poseedor de derechos adquiridos mediante contrato con el Gobierno del Departamento Nacional de Santander con privilegio de veinticinco años.

## Otros
- En 1862 vive en Cúcuta donde fundó el Colegio “Cúcuta” que inició labores el 1 de octubre de 1871 y cuya rectoría estuvo a cargo Julio Pérez Ferrero y como inspector José Agustín Berti.
- En 1899, Andrade Troconis asistió a las sesiones del Congreso de Venezuela en su condición de Senador.
- En el periódico o revista Ecos de Cúcuta, órgano de divulgación intelectual del Colegio Zea, en la que también revista participó Luis Febres Cordero, publicó, el 18 de mayo de 1880, una admirable nota literaria sobre el terremoto de 1875 con motivo del quinto aniversario de la luctuosa tragedia que al decir de los críticos, fue una completa y detallada descripción sobre la hecatombe cucuteña, por ser un testigo presencial, que supo plasmar en bellas frases el infortunio de la tragedia.
- En un apunte valioso encontrado por sus familiares, escrito de puño y letra de su dignísima esposa Mercedes Berti de Andrade, la primera pianista de Cúcuta en esa época, aquella ilustre matrona cucuteña escribía: “Todos los recursos y ahorros de la familia los consumía el periódico”. Esta expresa manifestación de haber sido Andrade Troconis un auténtico apóstol del periodismo en Cúcuta.
- A los 64 años de su fallecimiento, en 1979, la Sociedad de Mejoras Públicas colocó un busto en el Parque que lleva su nombre, obra del escultor cucuteño Olinto Marcucci en la Avenida de los Libertadores.